# Отчим (фильм, 2009)
«Отчим» (англ. The Stepfather) — американский триллер 2009 года, ремейк одноименной картины 1987 года. Режиссёр картины — Нельсон МакКормик, а главные роли сыграли Пенн Бэджли, Эмбер Хёрд, Дилан Уолш и Сила Уорд. Оригинальный фильм снял Джозеф Рубен по сценарию Дональда Уэстлейка. События картины были частично основаны на преступлениях Джона Листа.

## Сюжет
Фильм начинается со сцены, в которой мужчина по имени Грэйди Эванс приводит себя в порядок в ванной. Он сбривает бороду, сушит волосы, снимает контактные линзы. Затем он спускается вниз с чемоданом, делает себе кофе и бутерброд с арахисовым маслом. Когда мужчина выходит из дома, камера показывает тела женщины и троих детей.
Сьюзан Хардинг делает покупки вместе со своими детьми и встречает Грэйди, который представляется Дэвидом Харрисом и рассказывает историю о том, как потерял жену и дочь в автомобильной катастрофе. Он очаровывает её, и спустя полгода они обручаются. Между тем, старший сын Сьюзан, Майкл, возвращается домой из военной школы.
Первые подозрения Майкла относительно Дэвида появляются, когда мужчина называет не то имя, вспоминая свою дочь. Когда пожилая соседка говорит Сьюзан, что Дэвид похож на серийного убийцу, которого разыскивает полиция всей Америки, мужчина пробирается в дом соседки и убивает её. Вскоре у Дэвида происходит стычка с бывшим мужем Сьюзан, Джеем, после того, как Дэвид оставил синяки на теле его младшего сына, Шона. Вместе с тем, Сьюзан понимает, что почти ничего не знает о Дэвиде, к тому же ей кажется странным, что он отказался от работы риэлтора, чтобы не давать своё фото для оформления документов. Затем Дэвид убивает Джея, решившего докопаться до правды относительно личности Дэвида.
Когда спустя две недели находят тело соседки, у Майкла появляются новые подозрения. Подружка Майкла, Келли, пытается отвлечь возлюбленного от этих мыслей, что приводит к ссоре. Сестра Сьюзан, Джеки, решает нанять частного сыщика, чтобы узнать больше о Дэвиде, и тогда Дэвид убивает и её. Между тем, Майкл находит в холодильнике в подвале дома тело своего отца. Дэвид нападает на Келли и запирает Майкла в подвале. Услышав шум, Сьюзан просыпается и видит странно ведущего себя Дэвида. Вскоре она понимает, что Дэвид и есть убийца, прячется в ванной, а затем нападает на него с куском стекла. В этот момент Майкл выбирается из подвала, находит Келли и свою мать. Дэвид приходит в себя и преследует их до чердака. Между Дэвидом и Майклом начинается драка, и они оба падают с крыши, потеряв сознание.
Майкл приходит в себя в больнице, где ему говорят, что он был в коме месяц, а Дэвид сбежал до приезда полиции. В последней сцене Дэвид предстаёт перед зрителям в новом обличии. Он знакомится с одинокой женщиной, назвав себя Крисом Эймсом.

## В ролях
- Дилан Уолш — Грейди Эдвардс / Дэвид Гаррис / Крис Эймс
- Сила Уорд — Сьюзан Кернс Хардинг
- Пенн Бэджли — Майкл Хардинг
- Эмбер Хёрд — Келли Портер
- Шерри Стрингфилд — Лиа
- Пэйдж Тарко — Джеки Кернс
- Джон Тенни — Джей М. Хардинг

## Съёмки
Терри О’Куинну, сыгравшему титульную роль в первых двух фильмах серии, предложили роль-камео, однако, по словам продюсера Марка Моргана, актёр отказался от предложения.
Дистрибуцией фильма занималась компания Screen Gems. Съёмки картины закончились 15 апреля 2008 года.

## Релиз
Картина вышла в кинопрокат 16 октября 2009 года.

### Кассовые сборы
Фильм оказался на 5-й строчке по результатам сборов, собрав $11 581 586 в 2 734 кинотеатрах, по $4 236 с каждого в среднем. При бюджете $20 млн сборы в США и Канаде составили $29 062 561 и $2 023 025 в международном прокате. Общие сборы составили $31 178 915.

### Критика
Фильм получил крайне негативные отзывы.
Rotten Tomatoes отметил, что 12 % от 58 критиков дали картине положительную оценку, со средним рейтингом 3.4 балла из 10. Основной комментарий: «Данный ремейк страдает из-за отсутствия напряжения и сатирической составляющей оригинала 1987 года». Metacritic присвоил фильму 33 единиц рейтинга на основе 11 обзоров. Несмотря на это, Кевин Томас из The Los Angeles Times написал: «Приятный и продуманный до мелочей фильм, который постепенно формирует в вас ужас благодаря уверенной актёрской игре, психологической достоверности и хорошим диалогам».

### Выход на видео
Компания Sony Pictures Entertainment выпустила фильм на DVD и Blu-Ray в специальной расширенной режиссёрской версии с расширенными и удалёнными сценами. Также издание включало фильм о съёмках картины.